# Didemnum drachi
Didemnum drachi is een zakpijpensoort uit de familie van de Didemnidae. De wetenschappelijke naam van de soort is voor het eerst geldig gepubliceerd in 1975 door Lafargue.